# John Ampomah
John Ampomah (Konongo, 11 luglio 1990) è un giavellottista ghanese.

## Biografia
L'8 luglio 2016 a Cape Coast in Ghana ha raggiunto la misura di 83,09 metri, stabilendo il nuovo record nazionale di lancio del giavellotto.
Ha rappresentato il Ghana ai Giochi olimpici estivi di Rio de Janeiro 2016, concludendo diciannovesimo nel concorso del lancio del giavellotto.

## Palmarès
| Anno | Manifestazione          | Sede           | Evento                 | Risultato | Prestazione | Note             |
| ---- | ----------------------- | -------------- | ---------------------- | --------- | ----------- | ---------------- |
| 2012 | Campionati africani     | Porto-Novo     | Lancio del giavellotto | Argento   | 70,65 m     |                  |
| 2014 | Giochi del Commonwealth | Glasgow        | Lancio del giavellotto | 9º        | 65,56 m     |                  |
| 2014 | Campionati africani     | Marrakech      | Lancio del giavellotto | 5º        | 75,99 m     | Record nazionale |
| 2015 | Giochi panafricani      | Brazzaville    | Lancio del giavellotto | Argento   | 82,94 m     |                  |
| 2016 | Campionati africani     | Durban         | Lancio del giavellotto | Argento   | 75,22 m     |                  |
| 2016 | Giochi olimpici         | Rio de Janeiro | Lancio del giavellotto | 19º (q)   | 80,39 m     |                  |
| 2024 | Giochi panafricani      | Accra          | Lancio del giavellotto | 9º        | 66,64 m     |                  |